# Stanislas Dehaene
Stanislas Dehaene (* 12. května 1965 Roubaix) je francouzský psycholog, odborník na kognitivní psychologii a neurovědy.
Zkoumá zejména mozkové zpracování aritmetiky a práce s čísly, čtení a vědomí. K výzkumu používá metody kognitivní psychologie a zobrazování mozku (funkční zobrazování magnetickou rezonancí, magnetoencefalografie a elektroencefalografie).

## Životopis
Stanislas Dehaene studoval na soukromém gymnáziu St. Genevieve a na École Normale Supérieure (1984–1988), získal Master v matematice na Universitě Pierre a Marie Curie v Paříži (1985) a doktorát z psychologie na Vysoké škole sociálních věd – Ecole des hautes études en sciences sociales EHSS (1989). Svou doktorskou dizertaci nazval Porovnání malých čísel: analogová reprezentace a procesy pozornosti. Vědeckým vedoucím mu byl Jacques Mehler, jeden z mála odborníků na kognitivní vědy ve Francii v té době. Současně spolupracoval s Jeanem Pierrem Changeuxem na vytvoření modelů neurobiologických funkcí, jako je zpěv ptáků. V roce 1992 studuje v laboratoři Michaela Posnera techniky zobrazování mozku.
V současné době je jedním z nejvýznamnějších představitelů kognitivní psychologie. 29. listopadu 2005 byl zvolen členem francouzské Akademie věd. Byl jmenován profesorem na Collège de France na katedře experimentální kognitivní psychologie. Stanislas Dehaene je ředitelem jednotky kognitivního neuronového zobrazování, což je společné pracoviště organizací INSERM a CEA a jedna ze čtyř laboratoří výzkumného ústavu NeuroSpin v kraji Essonne.

### Osobní život
Jeho manželkou je Ghislaine Dehaene-Lambertz, lékařka a odbornice na pediatrickou neurobiologii.

## Oblast výzkumu
Stanislas Dehaene využívá ve svém výzkumu spojení metod kognitivní psychologie a zobrazování mozku ke studiu mozkové architektury aritmetiky, čtení, mluveného jazyka a přístupu informací k vědomí, což ho přivedlo ke studiu dyskalkulie a dyslexie. Zpopularizoval kognitivní vědecký výzkum těchto témat ve třech knihách: La Bosse des maths (Vlohy pro matematiku), Les Neurones de la lecture (Neurony čtení) a Le Code de la conscience (Kód vědomí).

## Vyznamenání
- 1999 – Centennial Fellowship of Mc Donnell Foundation[11]
- 2005 – člen Akademie věd
- 2008 – člen Papežská akademie věd[12]
- 2008 – Laureát ceny Carvalho-Heineken za kognitivní vědu, udělovanou Královskou akademií věd a umění Holandska.
- 2010 – člen Národní akademie věd (USA), Americké filosofické společnosti korespondent Britské akademie[13]
- 2011 – Rytíř Řádu čestné legie[14]
- 2013 – Velká cena výzkumného ústavu INSERM[15]
- 2013 – doctor honoris causa Vysoké školy ekonomické HEC Paris[16]
- 2014 – laureát Brain Prize, spolu s Giacomo Rizzolattim a Trevorem W. Robbinsem[17]

## Články
- (anglicky) Numerical Cognition, Oxford : Blackwell, 1993 ISBN 1-557-86444-6
- La bosse des maths, Odile Jacob, 2010 ISBN 9782738125248 (první vydání 1996)
- Le Cerveau en action. L'imagerie cérébrale en psychologie cognitive., Paříž : Presses universitaires de France, Paříž, 1997 ISBN 2-13-048270-8
- (anglicky) The Number Sense, New York Oxford University Press, 1997 ISBN 0-19-511004-8
- (anglicky) The Cognitive Neuroscience of Consciousness, London : MIT Press, 2001 ISBN 0-262-54131-9
- (anglicky) From Monkey Brain to Human Brain. A Fyssen Foundation Symposium, spolu s Jean-René Duhamelem, Marcem D. Hauserem a Giacomem Rizzolattim, MIT Press, 2005 ISBN 0-262-04223-1
- (německy) Im Auge des Lesers, Transmedia Curych : Hans-Werner Hunziker, 2006 ISBN 978-3-7266-0068-6
- Les neurones de la lecture, Odile Jacob, 2007 ISBN 978-2-7381-1974-2
- Vers une science de la vie mentale, úvodní přednáška na Collège de France, Paříž : Fayard, 2007 ISBN 2-213-63084-4
- (anglicky) Reading in the Brain, Viking Penguin, 2009
- Apprendre à lire - Des sciences cognitives à la salle de classe, Odile Jacob, 2011, kolektivní dílo pod vedením Stanislase Dehaenea ISBN 978-2-7381-2680-1
- (anglicky) Consciousness and the Brain: Deciphering How the Brain Codes Our Thoughts. Viking Adult, 2014. ISBN 978-0-670-02543-5
- Le Code de la conscience, Odile Jacob, Oj. Věda, 2014, ISBN 978-2738131058
- Apprendre! : les talents du cerveau, le défi des machines, O. Jacob, 2018